# Пала (дреха)
Пала (Palla; лат. Pallo) e дълга до стъпалата четвъртита дреха, която римските жени носят при излизане върху другите си дрехи. Певците и трагиците също носят този вид дреха.